# Pedro Barros
Pedro de Silva Barros (Florianópolis, 16 de março de 1995) é um skatista brasileiro, medalhista olímpico, sendo o principal representante do país na modalidade Bowl e Park.

## Biografia
Nascido em Florianópolis, Santa Catarina, Pedro cresceu sobre a influência constante do skate em sua vida, afirmando ter tido o primeiro contato com o esporte ainda com um ano de idade.
Pedro segue tendo uma relação muito forte com a ilha de Florianópolis. Além dos empreendimentos e projetos sociais que o skatista mantém na cidade, Pedro prestou uma homenagem a sua cidade natal estampando uma arte com o mapa de Florianópolis na parte de baixo do skate usado nas Olímpiadas de Tóquio.

## Carreira no skate
Criado no Rio Tavares, bairro onde hoje desenvolve diversos projetos sociais, o skatista começou a chamar atenção e deixar sua marca na história do skate desde cedo. Com 14 anos subiu pela primeira vez ao pódio em uma edição dos X Games em Los Angeles na modalidade Skate Vertical Amador, o que seria apenas o começo de uma relação de sucesso com os jogos, onde veio a conquistar diversas medalhas em futuras edições o configurando assim como um dos skatistas mais bem sucedidos de todos os tempos.
Em 2021, juntamente com os skatistas Luiz Francisco e Pedro Quintas, integrou a primeira delegação masculina de skate park do Brasil nos Jogos Olímpicos de Verão em Tóquio, edição onde a modalidade fez sua estreia em olimpíadas. Com uma nota de 77,14 na fase de classificação, avançou para a final na quarta colocação. Na final da modalidade completou uma volta com pontuação de 86,14 pontos, nota que lhe rendeu a segunda colocação e a medalha de prata na modalidade.

## Conquistas e honrarias
- Seis vezes medalhista de ouro nos X Games: Skate Parque (2010 e 2012) , 2013 nos X-Games de Foz do Iguaçu-PR e de Barcelona, Espanha, em 2014 e o último, no ano de 2016, conquistou o ouro em Austin no Texas.
- Duas vezes medalhista de prata na modalidade Skate Parque (2011 e 2013 Munique) e medalhista de bronze na modalidade Vertical Amadora (2009).
- Medalha de Prata na modalidade skate parque (sendo uma modalidade estreante),nas Olimpíadas de Tokio 2021